# Cerkiew Mądrości Bożej w Sofii

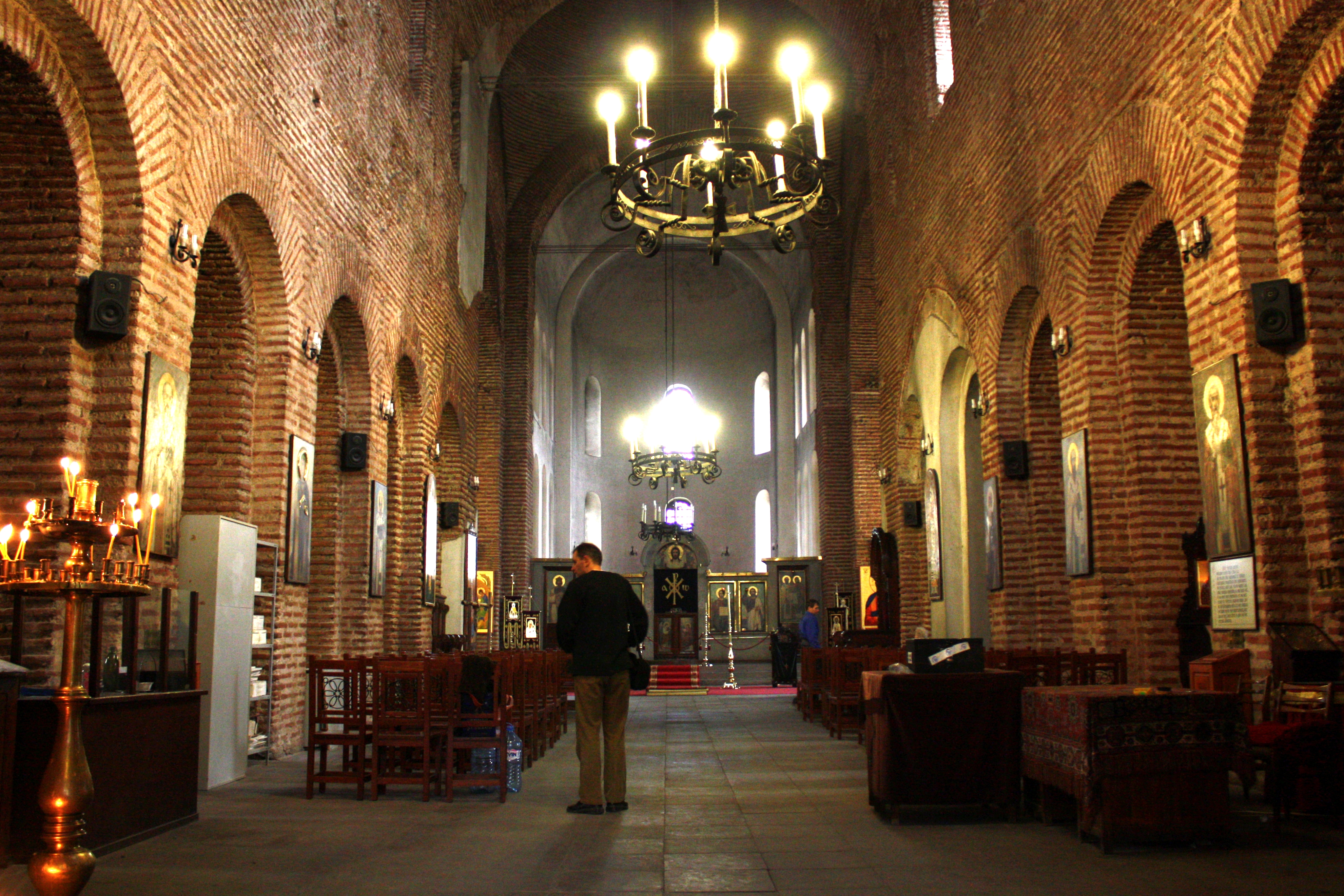
Wnętrze cerkwi

Cerkiew Mądrości Bożej (bułg.Света София) – świątynia prawosławna znajdująca się w centrum Sofii.
Pierwsza świątynia na miejscu obecnej cerkwi zbudowana została w latach 311–313. W późniejszym okresie, za czasów cesarza Konstantyna Wielkiego, wybudowano na jej miejscu katedrę pod wezwaniem Mądrości Bożej, w której w 343 odbył się sobór w Serdyce.
Zniszczoną w wyniku barbarzyńskich najazdów świątynię odbudował cesarz Justynian I Wielki, ponownie nadając jej wezwanie Mądrości Bożej. W średniowieczu mieściła się w niej katedra, siedziba lokalnego biskupa.
Po podboju Bułgarii Turcy przebudowali świątynię na meczet, dobudowując do niej minaret. W tej roli pozostała ona przez kilka wieków. Kilkakrotnie była niszczona przez trzęsienia ziemi, ostatni raz w 1858. Po tym ostatnim, które zburzyło m.in. minaret, Turcy nie odbudowali już meczetu przekonani, że zniszczył go gniew „chrześcijańskiego Boga”. Na poły zrujnowana budowla służyła jako skład i remiza strażacka. Po wyzwoleniu Bułgarii spod okupacji tureckiej przez jakiś jeszcze czas pozostała w tej roli, choć 4 stycznia 1878 odprawiono przed nią dziękczynne nabożeństwo z okazji odzyskania niepodległości, w którym wzięli udział żołnierze rosyjscy wraz z generałem Hurką.
Odbudowa cerkwi rozpoczęła się dopiero w latach 20. XX w. 21 września 1930 cerkiew została ponownie poświęcona, jednak aż do 1935 trwały prace wykończeniowe pod kierunkiem profesora Bogdana Fiłowa i architekta Aleksandra Raszenowa. Nie przywrócono jej jednak funkcji cerkwi katedralnej, którą przejął wzniesiony przez Rosjan sobór św. Aleksandra Newskiego w Sofii.
Pod względem architektonicznym jest to trójnawowa, krzyżowo-kopułowa bazylika z transeptem i trójboczną absydą. Kopuła na przecięciu nawy głównej i transeptu pozbawiona jest bębna. Fasada nieco zmieniona po rekonstrukcji, z dobudowanymi po obu stronach niskimi, okrągłymi wieżami.
Poczynając od XIII wieku od wezwania tej cerkwi mieszkańcy ówczesnego Sredca zaczęli nazywać również swoje miasto Sofia. W 1378 nazwa ta po raz pierwszy pojawiła się w oficjalnych dokumentach carów bułgarskich i do XVI wieku całkowicie wyparła starą nazwę.